# 罗祥根
罗祥根（1920年—？），浙江慈溪人，中华人民共和国政治人物。
担任浙江慈溪五洞闸农业生产合作社主任。1954年，当选第一届全国人民代表大会代表。